# Рождественский, Алексей Андреевич
Алексей Андреевич Рождественский (1869 — после 1923) — российский, советский юрист; магистр государственного права, профессор.

## Биография
Родился в Москве 27 января (8 февраля) 1869 года. В конце мая 1897 года окончил юридический факультет Московского университета с дипломом 1-й степени и был оставлен на кафедре истории философии права без содержания на два года для приготовления к профессорскому званию; затем срок был продлён ещё на два года. С апреля 1908 года — приват-доцент Московского университета по кафедре энциклопедии права и истории философии. В мае 1913 года получил степень магистра государственного права (диссертация «Теория субъективных публичных прав. Критико-систематическое исследование»). Вёл семинар по истории римского права, дополнительный курс «местное самоуправление»; одновременно преподавал общую теорию права на Высших женских юридических курсах В. А. Полторацкой в Москве.
С 1914 года, оставаясь приват-доцентом Московского университета, исполнял должность экстраординарного профессора Демидовского юридического лицея (с 1918 г. — Ярославский университет) по кафедре истории русского права. Читал «Введение в изучение науки о праве и государстве», затем — социологические дисциплины, курс «Основы социологии» на педагогическом факультете (1922/1923 учебный год). С 24 января 1919 года заведовал кабинетом социологии. В 1921/1922 учебном году предложил для преподавания на первом курсе правового отделения факультета общественных наук программу «Генетическая социология».
С марта 1922 года в связи с болезнью не мог регулярно ездить в Ярославль и 22 октября 1923 года был отчислен из университета по состоянию здоровья.

## Научная деятельность
Область научных интересов — проблемы государственного права, теория права.
Являлся представителем позитивистской школы права, понимавшим право как внешне обязательное правило, гарантированное властью и обществом и разграничивающее сферы взаимных отношений людей. По его мнению, юридическое познание права неизбежно является односторонним и догматическим, поскольку задача правовой науки сводится к изучению действующих в конкретном государстве норм права на определённой культурной ступени развития общества. Право может изучаться также историческим или социологическим методом, но в научном познании права эти методы играют вспомогательную, дополнительную роль к догматическому методу как основному методу правовой науки. Сообразно этому методу юридическое познание носит всецело эмпирический характер и сводится к анализу и синтезу эмпирически данного юридического материала.
В числе оригинальных положений и выводов автора можно выделить его критику Еллинека, предпринявшего попытку обосновать существование так называемого рефлекторного права, а также сторонников наделения государства правами юридического лица, попытку уточнить и конкретизировать отличительные признаки публичного права от частного, дать юридическое обоснование проблеме связанности государства правом, исследовать новейшие правовые институты в России, конституированные Манифестом 17 октября 1905 года.
Наиболее весомый вклад А. А. Рождественский внёс в исследование юридической природы субъективного права вообще и субъективных публичных прав. Сложность проблемы юридической природы субъективных публичных прав состоит в том, что из признания этих прав логически следует вывод о нахождении государства и населения в публично-правовом общении, в котором оказываются связанными правом не только члены общества, но и само государство. Этот вывод в начале XX века разделялся далеко не всеми авторами.
А. А. Рождественский привёл дополнительные аргументы, свидетельствующие о том, что в современном обществе государство действительно связано правом, а население обладает публичными субъективными правами. При этом он уточняет, что содержание этих прав составляют только права личности, населения на участие в делах государства и права в сфере государственного управления (публичной службы), тогда как личные свободы действуют в интересах частных лиц и представляют собой разновидность субъективных частных прав.
Истоки связанности государства правом автор справедливо видел в сложном взаимодействии социальных сил. Однако, по его мнению, это взаимодействие лежит за пределами юридической науки, и юрист может от неё абстрагироваться. Для него достаточно уверенности в том, что государство может быть связано правом постольку, поскольку имеются социальные силы, заинтересованные в такой связи и способные её сохранить. В иной исторической обстановке связанность государства правом может утрачиваться до тех пор, пока не найдутся социальные силы, способные утвердить в обществе государство на строго правовых началах. Таким образом связанность государства правом носит конкретно-исторический, а не абсолютный характер.
Философию Рождественский не считал наукой, рассматривая её как особую дисциплину, которая «лишь наукообразно разрабатывает мировоззрение». В его понимании, философия изучает область сверхчувственного; её инстересуют такие вопросы как: существует ли душа, и если существует, то бессмертна ли она или нет, что такое Бог и есть ли он, как обосновать нравственный опыт. Но поскольку, как он считал, такие вопросы не решаются опытно, путём научных изысканий, то философия не может считаться наукой.
Редактировал издававшиеся в России труды Анри Мишеля, Огюста Вермореля, Георга Еллинека. В его переводе с немецкого издана «Философия истории, её история и задачи» Эрнста Бернгейма.